# Jules de Burlet
Jules Philippe Marie de Burlet (Ixelles, 10 aprile 1844 – Nivelles, 1º marzo 1897) è stato un politico belga, esponente del partito cattolico e primo ministro del Belgio dal 26 marzo 1894 al 25 febbraio 1896.

## Biografia
Dopo aver studiato Giurisprudenza inizia ad esercitare la professione di avvocato a Nivelles, città di cui fu sindaco dal 1872 al 1891.
Nel 1884 entra alla Camera dei rappresentanti e nel 1891 viene nominato Ministro degli Interni.
Nel 1894 viene eletto senatore.
Dopo la fine della sua esperienza a capo del governo viene nominato Ministro di Stato onorario e, successivamente, ambasciatore del Belgio in Portogallo dal 1896 al 1897.

## Letteratura
- M. COOSEMANS, J. de Burlet, in: Biographie coloniale belge, T. IV, 1955.
- Paul VAN MOLLE, Het Belgisch Parlement, 1894-1972, Antwerpen, 1972.
- Oscar COOMANS DE BRACHÈNE, État présent de la noblesse belge, Annuaire1985, Brussel, 1985.
- Jean-Luc DE PAEPE & Christiane RAINDORF-GERARD (red.), Le Parlement belge, 1831-1894. Données biographiques, Brussel, 1996.